# 동티모르 총리

동티모르의 국가 문장

동티모르 민주공화국의 총리(Primeiru-Ministru Repúblika Demokrátika Timór Lorosa'e nian)는 동티모르의 정부 수반이며, 동티모르의 대통령은 국가 원수에 해당 된다. 

## 역대 총리 목록
| 정당 목록 |                        |  |                    |  |                 |  |        |
|           | 독립혁명전선(FRETILIN) |  | 재건국민회의(CNRT) |  | 인민해방당(PLP) |  | 무소속 |

| 대 | 이름                    | 사진 | 취임일          | 퇴임일          | 정당                   |
| -- | ----------------------- | ---- | --------------- | --------------- | ---------------------- |
| 1  | 마리 알카티리           |      | 2002년 5월 20일 | 2006년 6월 26일 | 독립혁명전선(FRETILIN) |
| 2  | 조제 하무스 오르타      |      | 2006년 6월 26일 | 2007년 5월 19일 | 무소속                 |
| 3  | 에스타니슬라우 다 실바  |      | 2007년 5월 19일 | 2007년 8월 8일  | 독립혁명전선(FRETILIN) |
| 4  | 샤나나 구스망           |      | 2007년 8월 8일  | 2015년 2월 16일 | 재건국민회의(CNRT)     |
| 5  | 후이 마리아 드 아라우주 |      | 2015년 2월 16일 | 2017년 9월 15일 | 독립혁명전선(FRETILIN) |
| 6  | 마리 알카티리           |      | 2017년 9월 15일 | 2018년 6월 22일 | 독립혁명전선(FRETILIN) |
| 7  | 타우르 마탄 루악        |      | 2018년 6월 22일 | 2023년 7월 1일  | 인민해방당(PLP)        |
| 8  | 샤나나 구스망           |      | 2023년 7월 1일  | 현재            | 재건국민회의(CNRT)     |

## 역대 부총리 목록
2020년에 신설하였다. 부총리를 2명씩 재임한다.
| 대 | 이름                        | 사진 | 취임일          | 퇴임일         | 정당                          |
| -- | --------------------------- | ---- | --------------- | -------------- | ----------------------------- |
| 1  | 아르만다 베르타 두스 산토스 |      | 2020년 5월 29일 | 2023년 7월 1일 | 티모르 인민단결번영당(KHUNTO) |
| 2  | 호세 마리아 도스 레이스     |      | 2020년 6월 24일 | 2023년 7월 1일 | 독립혁명전선(FRETILIN)        |
| 3  | 프란시스쿠 칼부아디 레이    |      | 2023년 7월 1일  | 현재           | 티모르 재건국민회의(CNRT)     |
| 4  | 마리아노 아사나미 로페스    |      | 2023년 7월 1일  | 현재           | 민주당(PD)                    |

## 같이 보기
- 동티모르
- 동티모르 국민의회
- 동티모르의 대통령
- 동티모르 독립혁명전선
- 티모르 재건국민회의